# Championnat d'Asie de l'Ouest de football 2012
Navigation
Jordanie 2010 Qatar 2014
Le Championnat d'Asie de l'Ouest de football 2012 est la 7e édition de la compétition de football opposant les équipes des pays et territoires situés en Asie de l'Ouest. Elle est organisée par la Fédération d'Asie de l'Ouest de football (WAFF) et se déroule au Koweït, qui est la nation tenante du titre.
Un premier tour voit les équipes réparties en 3 poules, où chacun affronte une fois ses adversaires. Les premiers de chaque poule sont qualifiés pour la phase finale, disputée en demi-finales et finale, ainsi que le meilleur deuxième.

## Équipes participantes
- Arabie saoudite
- Bahreïn
- Irak
- Iran
- Jordanie
- Liban
- Koweït (Pays organisateur)
- Oman
- Palestine
- Syrie
- Yémen

## Phase de poules

### Groupe A
| Rang | Équipe    | Pts | J | G | N | P | Bp | Bc | Diff |
| ---- | --------- | --- | - | - | - | - | -- | -- | ---- |
| 1    | Oman      | 6   | 3 | 2 | 0 | 1 | 4  | 2  | +2   |
| 2    | Koweït    | 6   | 3 | 2 | 0 | 1 | 4  | 4  | 0    |
| 3    | Palestine | 3   | 3 | 1 | 0 | 2 | 3  | 4  | -1   |
| 4    | Liban     | 3   | 3 | 1 | 0 | 2 | 2  | 3  | -1   |

| 8 décembre 2012 | Koweït                          | 2 – 1 | Palestine    | Al-Sadaqua Walsalam Stadium, Koweït             |                                                 |
| 17h25           | Nasser 2e · Al-Mutawa 6e (pen.) |       | 45+1e Nu'man | Spectateurs : 1 500 Arbitrage : Ali Sabah Adday | Spectateurs : 1 500 Arbitrage : Ali Sabah Adday |
| 17h25           | Rapport                         |       |              | Spectateurs : 1 500 Arbitrage : Ali Sabah Adday | Spectateurs : 1 500 Arbitrage : Ali Sabah Adday |

| 8 décembre 2012 | Oman    | 0 – 1 | Liban      | Ali Al-Salem Al-Sabah Stadium, Al Farwaniyah                    |                                                                 |
| 19h30           |         |       | 11e Haidar | Spectateurs : 2 000 Arbitrage : Mohammed Abdulla Hassan Mohamed | Spectateurs : 2 000 Arbitrage : Mohammed Abdulla Hassan Mohamed |
| 19h30           | Rapport |       |            | Spectateurs : 2 000 Arbitrage : Mohammed Abdulla Hassan Mohamed | Spectateurs : 2 000 Arbitrage : Mohammed Abdulla Hassan Mohamed |

| 11 décembre 2012 | Koweït  | 0 – 2 | Oman            | Al-Sadaqua Walsalam Stadium, Koweït               |                                                   |
| 17h25            |         |       | 36e 45+2e Qasim | Spectateurs : 1 400 Arbitrage : Nasser Al-Ghafari | Spectateurs : 1 400 Arbitrage : Nasser Al-Ghafari |
| 17h25            | Rapport |       |                 | Spectateurs : 1 400 Arbitrage : Nasser Al-Ghafari | Spectateurs : 1 400 Arbitrage : Nasser Al-Ghafari |

| 11 décembre 2012 | Liban   | 0 – 1 | Palestine      | Ali Al-Salem Al-Sabah Stadium, Al Farwaniyah |                                              |
| 19h30            |         |       | 74e Abugharqud | Spectateurs : 2 000 Arbitrage : Ko Hyung-Jin | Spectateurs : 2 000 Arbitrage : Ko Hyung-Jin |
| 19h30            | Rapport |       |                | Spectateurs : 2 000 Arbitrage : Ko Hyung-Jin | Spectateurs : 2 000 Arbitrage : Ko Hyung-Jin |

| 14 décembre 2012 | Koweït                 | 2 – 1 | Liban    | Al-Sadaqua Walsalam Stadium, Koweït             |                                                 |
| 17h25            | Nasser 8e · Khamis 79e |       | 61e Atwi | Spectateurs : 4 000 Arbitrage : Ali Sabah Adday | Spectateurs : 4 000 Arbitrage : Ali Sabah Adday |
| 17h25            | Rapport                |       |          | Spectateurs : 4 000 Arbitrage : Ali Sabah Adday | Spectateurs : 4 000 Arbitrage : Ali Sabah Adday |

| 14 décembre 2012 | Oman                     | 2 – 1 | Palestine  | Ali Al-Salem Al-Sabah Stadium, Al Farwaniyah |                                           |
| 17h25            | Al-Seyabi 5e · Qasim 34e |       | 40e Zatara | Spectateurs : 500 Arbitrage : Minoru Tojo    | Spectateurs : 500 Arbitrage : Minoru Tojo |
| 17h25            | Rapport                  |       |            | Spectateurs : 500 Arbitrage : Minoru Tojo    | Spectateurs : 500 Arbitrage : Minoru Tojo |

### Groupe B
| Rang | Équipe          | Pts | J | G | N | P | Bp | Bc | Diff |
| ---- | --------------- | --- | - | - | - | - | -- | -- | ---- |
| 1    | Bahreïn         | 7   | 3 | 2 | 1 | 0 | 2  | 0  | +2   |
| 2    | Iran            | 5   | 3 | 1 | 2 | 0 | 2  | 1  | +1   |
| 3    | Arabie saoudite | 4   | 3 | 1 | 1 | 1 | 1  | 1  | 0    |
| 4    | Yémen           | 0   | 3 | 0 | 0 | 3 | 1  | 4  | -3   |

| 9 décembre 2012 | Iran    | 0 – 0 | Arabie saoudite | Al-Sadaqua Walsalam Stadium, Koweït         |                                             |
| 17h25           |         |       |                 | Spectateurs : 1 200 Arbitrage : Minoru Tojo | Spectateurs : 1 200 Arbitrage : Minoru Tojo |
| 17h25           | Rapport |       |                 | Spectateurs : 1 200 Arbitrage : Minoru Tojo | Spectateurs : 1 200 Arbitrage : Minoru Tojo |

| 9 décembre 2012 | Bahreïn        | 1 – 0 | Yémen | Ali Al-Salem Al-Sabah Stadium, Al Farwaniyah |                                           |
| 19h30           | Okwunwanne 87e |       |       | Spectateurs : 150 Arbitrage : Ali Sabbagh    | Spectateurs : 150 Arbitrage : Ali Sabbagh |
| 19h30           | Rapport        |       |       | Spectateurs : 150 Arbitrage : Ali Sabbagh    | Spectateurs : 150 Arbitrage : Ali Sabbagh |

| 12 décembre 2012 | Iran    | 0 – 0 | Bahreïn | Al-Sadaqua Walsalam Stadium, Koweït              |                                                  |
| 17h25            |         |       |         | Spectateurs : 1 000 Arbitrage : Banjar Al-Dosari | Spectateurs : 1 000 Arbitrage : Banjar Al-Dosari |
| 17h25            | Rapport |       |         | Spectateurs : 1 000 Arbitrage : Banjar Al-Dosari | Spectateurs : 1 000 Arbitrage : Banjar Al-Dosari |

| 12 décembre 2012 | Yémen   | 0 – 1 | Arabie saoudite | Ali Al-Salem Al-Sabah Stadium, Al Farwaniyah     |                                                  |
| 19h30            |         |       | 39e Otaif       | Spectateurs : 1 000 Arbitrage : Masoud Tufaylieh | Spectateurs : 1 000 Arbitrage : Masoud Tufaylieh |
| 19h30            | Rapport |       |                 | Spectateurs : 1 000 Arbitrage : Masoud Tufaylieh | Spectateurs : 1 000 Arbitrage : Masoud Tufaylieh |

| 15 décembre 2012 | Iran                       | 2 – 1 | Yémen           | Al-Sadaqua Walsalam Stadium, Koweït       |                                           |
| 17h25            | O. Nazari 41e · Karimi 53e |       | 45+1e Al-Worafi | Spectateurs : 500 Arbitrage : Ali Sabbagh | Spectateurs : 500 Arbitrage : Ali Sabbagh |
| 17h25            | Rapport                    |       |                 | Spectateurs : 500 Arbitrage : Ali Sabbagh | Spectateurs : 500 Arbitrage : Ali Sabbagh |

| 15 décembre 2012 | Bahreïn        | 1 – 0 | Arabie saoudite | Ali Al-Salem Al-Sabah Stadium, Al Farwaniyah    |                                                 |
| 17h25            | Okwunwanne 77e |       |                 | Spectateurs : 200 Arbitrage : Nasser Al-Ghafari | Spectateurs : 200 Arbitrage : Nasser Al-Ghafari |
| 17h25            | Rapport        |       |                 | Spectateurs : 200 Arbitrage : Nasser Al-Ghafari | Spectateurs : 200 Arbitrage : Nasser Al-Ghafari |

### Groupe C
| Rang | Équipe   | Pts | J | G | N | P | Bp | Bc | Diff |
| ---- | -------- | --- | - | - | - | - | -- | -- | ---- |
| 1    | Syrie    | 4   | 2 | 1 | 1 | 0 | 3  | 2  | +1   |
| 2    | Irak     | 4   | 2 | 1 | 1 | 0 | 2  | 1  | +1   |
| 3    | Jordanie | 0   | 2 | 0 | 0 | 2 | 1  | 3  | -2   |

L'Irak se qualifie en tant que meilleur deuxième.
| 10 décembre 2012 | Irak      | 1 – 0 | Jordanie | Ali Al-Salem Al-Sabah Stadium, Al Farwaniyah |                                            |
| 17h25            | Ahmad 62e |       |          | Spectateurs : 1 600 Arbitrage : Ali Shaban   | Spectateurs : 1 600 Arbitrage : Ali Shaban |
| 17h25            | Rapport   |       |          | Spectateurs : 1 600 Arbitrage : Ali Shaban   | Spectateurs : 1 600 Arbitrage : Ali Shaban |

| 13 décembre 2012 | Irak               | 1 – 1 | Syrie        | Al-Sadaqua Walsalam Stadium, Koweït                             |                                                                 |
| 17h25            | Al Masri 11e (csc) |       | 48e Al Douni | Spectateurs : 1 300 Arbitrage : Mohammed Abdulla Hassan Mohamed | Spectateurs : 1 300 Arbitrage : Mohammed Abdulla Hassan Mohamed |
| 17h25            | Rapport            |       |              | Spectateurs : 1 300 Arbitrage : Mohammed Abdulla Hassan Mohamed | Spectateurs : 1 300 Arbitrage : Mohammed Abdulla Hassan Mohamed |

| 16 décembre 2012 | Jordanie        | 1 – 2 | Syrie            | Al-Sadaqua Walsalam Stadium, Koweït          |                                              |
| 17h25            | Bani Attiah 22e |       | 62e 82e Al Douni | Spectateurs : 3 000 Arbitrage : Ko Hyung-Jin | Spectateurs : 3 000 Arbitrage : Ko Hyung-Jin |
| 17h25            | Rapport         |       |                  | Spectateurs : 3 000 Arbitrage : Ko Hyung-Jin | Spectateurs : 3 000 Arbitrage : Ko Hyung-Jin |

## Phase finale

### Demi-finales
| Équipe 1 | Résultat | Équipe 2 | Tirs au but |
| -------- | -------- | -------- | ----------- |
| Oman     | 0 - 2    | Irak     |             |
| Bahreïn  | 1 - 1 ap | Syrie    | 2 - 3       |

### Match pour la troisième place
| Équipe 1 | Résultat | Équipe 2 |
| -------- | -------- | -------- |
| Oman     | 1 - 0    | Bahreïn  |

### Finale
| Équipe 1 | Résultat | Équipe 2 |
| -------- | -------- | -------- |
| Irak     | 0 - 1    | Syrie    |